# 愛膚堅
愛膚堅是一種專門醫治香港腳的外用成藥，由香港華仁行化工廠出品，使用方法是噴到患處，有止癢的功用。愛膚堅在1970年代初至今仍在香港無綫電視及亞洲電視的非繁忙時間播出廣告，廣告內容二十多年長期不變。其中兩個最廣為人知的版本有：
- 盧海鵬扮作大帥（應是映射盧在無線劇集流氓皇帝中的角色。），赤腳在地上跳，大叫：“香港腳痕到跳舞！”一名作副官打扮之男子替他噴上愛膚堅，然後盧說：“好彩有愛膚堅一噴，舒服哂！愛膚堅皮膚噴射劑，對付香港腳確有功效！”

- 一部的士突然在路中失控，停定後，一名上唇有鬍子的司機對乘客道歉說：“對唔住，香港腳發作！”（對不起，香港腳發作！）乘客回答道：“哼！用愛膚堅啦！”廣告旁白接著說：“愛膚堅皮膚噴射劑，對香港腳確有功效！”

## 外部連結
- 愛膚堅黑旋風二合一香港廣告 （页面存档备份，存于）